# California State Route 299
Der California State Route 299, kurz CA 299, läuft von West nach Ost quer durch Nordkalifornien. Er nimmt seinen Anfang bei Arcata in der Nähe des Pazifiks und führt über Redding nach Alturas und Cedarville. Etwa 14 Kilometer nach Cedarville endet die State Route an der Grenze zu Nevada, dieses letzte Straßenstück befindet sich jedoch in einem sehr schlechten Zustand.
Streckenweise vereinigt sich der 299 mit anderen Routen, so bei Weaverville etwa 10 Kilometer mit der CA 3, bei Redding etwa fünf Kilometer mit der Interstate 5, bei Adin etwa 25 Kilometer mit der CA 139 und bei Alturas etwa 10 Kilometer mit dem U.S. Highway 395. Die einzige größere Stadt an der Route ist Redding.
Die Gesamtlänge der Straße beträgt 494,07 Kilometer.

## Orte entlang der Strecke (West→Ost)
| - 1. Arcata - 2. Essex - 3. Fieldbrook - 4. Blue Lake - 5. Willow Creek - 6. Salyer - 7. Hawkins Bar - 8. Trinity Village | - 9. Burnt Ranch - 10. Del Loma - 11. Big Bar - 12. Helena - 13. Junction City - 14. Weaverville - 15. Douglas City - 16. Whiskeytown | - 17. Shasta - 18. Redding - 19. Bella Vista - 20. Round Mountain - 21. Montgomery Creek - 22. Hillcrest - 23. Burney - 24. Johnson Park | - 25. Fall River Mills - 26. McArthur - 27. Nubieber - 28. Bieber - 29. Adin - 30. Canby - 31. Alturas - 32. Cedarville |